# Pseudocriopsis modesta
Pseudocriopsis modesta là một loài bọ cánh cứng trong họ Cerambycidae.